# Stefan Tidow

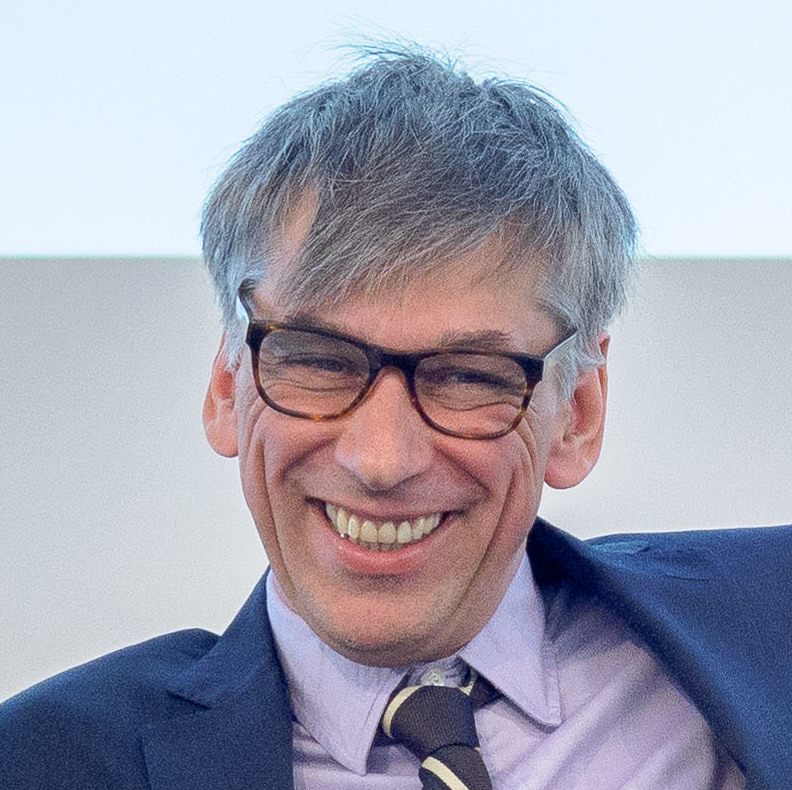
Stefan Tidow, 2018

Stefan Tidow (* 14. Juli 1967 in Hannover) ist ein deutscher politischer Beamter (Bündnis 90/Die Grünen). Er war von 2021 bis 2025 Staatssekretär im Bundesministerium für Umwelt, Naturschutz, nukleare Sicherheit und Verbraucherschutz und von 2016 bis 2021 Staatssekretär in der Berliner Senatsverwaltung für Umwelt, Verkehr und Klimaschutz.

## Biografie
Tidow studierte an der Universität Marburg Politikwissenschaft, Volkswirtschaftslehre und Pädagogik und war dort von 1997 bis 1999 wissenschaftlicher Mitarbeiter am Institut für Politikwissenschaft.
Anschließend wechselte er nach Berlin, zunächst ab 2000 als wissenschaftlicher Mitarbeiter des Bundestagsabgeordneten Christian Sterzing, danach als Büroleiter von Claudia Roth. Anschließend trat er 2003 in den Dienst des Bundesministeriums für Umwelt, Naturschutz und Reaktorsicherheit. Hier war er im Ministerbüro und später im Grundsatzreferat „Umwelt und Wirtschaft“ eingesetzt. Tidow ging 2008 zurück zur Bundestagsfraktion Bündnis 90/Die Grünen, von 2009 bis 2011 als Büroleiter für Jürgen Trittin. Mit dem  Amtsantritt der rot-grünen Landesregierung in Rheinland-Pfalz wechselte er 2011 in die Vertretung des Landes beim Bund und amtierte dort im Amt eines Ministerialdirektors von 2012 bis 2016 als Ständiger Vertreter für die Beauftragte. 
Von 2016 bis Dezember 2021 war er Staatssekretär in der Berliner Senatsverwaltung für Umwelt, Verkehr und Klimaschutz mit Zuständigkeiten für Umwelt und Klimaschutz.
Von Dezember 2021 bis Mai 2025 war er unter Bundesministerin Steffi Lemke Staatssekretär im Bundesministerium für Umwelt, Naturschutz, nukleare Sicherheit und Verbraucherschutz.
Er gehört der Mitgliederversammlung der Heinrich-Böll-Stiftung an.